# Dagr
Dagr („dan”) personifikacija je dana u nordijskoj mitologiji te je zamišljen kao čovjek koji se u vozi nebom u kočiji koju vuče konj Skinfaxi. Njegovo se ime pojavljuje u nordijskoj literaturi i kao opća imenica. Iznijete su teorije o povezanosti Dagra s nekim drugim mitološkim likovima sličnog imena.

## Mitologija

### Starija Edda
Dagr je spomenut u Vafþrúðnismálu (dio Starije Edde) kao sin boga Dellingra, dok su Dagrovi sinovi spomenuti u drugom dijelu Starije Edde, Sigrdrífumálu.

### Mlađa Edda
U Mlađoj Eddi, Dagr je spomenut u Gylfaginningu i u Skáldskaparmálu. U Gylfaginningu je Dagr opisan kao sin boga Dellingra i njegove supruge Nótt („noć”) te se također spominje da je Dagr „lijep kao narod njegova oca”. Odin je uzeo Dagra i njegovu majku te ih je postavio na nebo, davši im kočije i konje. U Skáldskaparmálu je spomenuto da je Dagr brat božice Zemlje, Jörð, koja je jedna od Odinovih priležnica te majka boga Thora. Ipak, prema Haukuru Thorgeirssonu, moguće je da se vjerovalo da je Jörð Dagrova majka jer najstariji sačuvani rukopis Gylfaginninga spominje Jörð kao ženu boga Dellingra.

## Svipdagr
Otto Höfler je iznio teoriju prema kojoj je Dagr povezan s junakom Svipdagrom.